# Julie Allemand
Julie Allemand (nacida el 7 de julio de 1996 en Lieja) es una jugadora de baloncesto belga. Con 1.73 metros de estatura, juega en la posición de base.

## Vida personal
Allemand se ha declarado abiertamente lesbiana.